# Picea alcoquiana
Picea alcoquiana (ялина Алкока, яп. マツハダ, Ірамомі, Мацухада) — вид роду ялина родини соснових. Видовий епітет вшановує Резерфорда Алкока, який був британським міністром при суді Джеддо в Японії, коли Вейч уперше описав вид.

## Поширення, екологія
Ендемік центральної частини Хонсю, Японія. Зростає на висоті від 700 до 2180 м над рівнем моря. Ґрунти мають вулканічне походження і підзолисті. Клімат прохолодний і вологий (річна кількість опадів від 1000 до 2500 мм), з холодними, сніжними зимами, тайфуни є частими.

## Опис

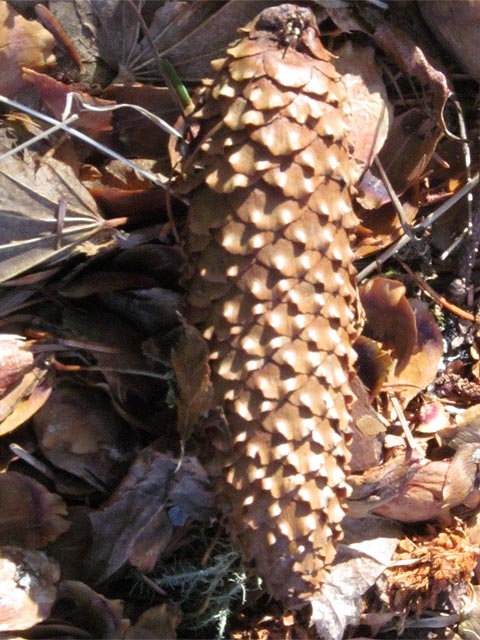
Шишка

Однодомне, вічнозелене дерево до 30 м заввишки і 100 см діаметром, з прямим круглим стовбуром і довгими тонкими, розлогими гілками. Кора фіолетовий-коричнева, луската на молодих деревах, на зрілих кора сіро-коричнева, потріскана. Листові бруньки 3–5 мм, смолисті, з трикутними, коричневими лусочками. Хвоя 1–2 см завдовжки, густа і досить жорстка. Поодинокі квіти з'являються з травня по червень на пагонах попереднього року. Пилкові шишки довжиною 10–15 мм, червоного, що переходить в жовтий кольору. Насіннєві шишки яйцюваті, червоно-фіолетові коли молоді; дозрілі (в жовтні) червоно-коричневого або світло-коричневого кольору, довгасті або циліндричні, (5)7–9(12) см завдовжки, (2,5)3(5,5) см у поперечнику. Насіння довгасто-обернено-яйцювате, чорно-буре, довжиною близько 4 мм, шириною 2 мм; крила бурі, обернено-яйцюваті або довгасто-обернено-яйцюваті, 7–10 мм завдовжки, 4–5 мм ушир.

## Різновиди
Picea alcoquiana var. alcoquiana. Населяє гори Канто і Чубу.
Picea alcoquiana var. acicularis. Населяє гору Яцугадаке. Має сильно зігнуті голки довжиною 1,3–2,5 см і 6–15 см в довжину шишки зі звуженими вершинами.
Picea alcoquiana var. reflexa. Населяє гірський хребет Акайші. Має більш короткі голки і менші (довжиною 4–7,5 см) шишки з цілими, на вершині звуженими і загорнутими насіннєвими лусками.

## Використання
Деревина має невелике промислове значення у зв'язку з її дефіцитом. Використовують для паперової промисловості, меблів та виготовлення музичних інструментів.

## Загрози та охорона
Населення зменшується через вирубку. Деякі субпопуляції зустрічаються в охоронних районах.